# フランチェスコ・ムンズィ
フランチェスコ・ムンズィ（Francesco Munzi, 1969年 - ）は、イタリアの映画監督、脚本家である。

## 人物
2014年の映画『黒の魂』が第71回ヴェネツィア国際映画祭フランチェスコ・パジネッティ賞作品賞や第60回ダヴィッド・ディ・ドナテッロ賞作品賞・監督賞・脚本賞を獲得した

## フィルモグラフィー
- Nastassia (1996) 短編、監督
- Giacomo e luo ma (2000) 短編、監督
- Saimir (2004) 監督・脚本
- Il resto della notte (2008) 監督・脚本
- 黒の魂 Anime nere (2014) 監督・脚本
- Futura (2021) 監督・脚本 - アリーチェ・ロルヴァケル、ピエトロ・マルチェッロとの共同監督